# نيكولا روسو (دراج)
نيكولا روسو (بالفرنسية: Nicolas Rousseau )‏ (و. 1983  م) هو دراج، ودراج على المضمار فرنسي، شارك في الألعاب الأولمبية الصيفية 2008.

## سباقات أو مراحل فاز بها
| التاريخ       | السباق                  | المركز                  |
| ------------- | ----------------------- | ----------------------- |
| 18 يونيو 2006 | بوكليس دي لا مايين 2006 | المركز الثالث           |
| 31 مايو 2009  | 2009 Boucles de l'Aulne | السابع في التصنيف العام |
| 05 يوليو 2009 | طواف دوبس 2009          | العاشر في التصنيف العام |

## روابط خارجية
- نيكولا روسو على موقع الاتحاد الدولي للدراجات (الإنجليزية)
- نيكولا روسو على موقع أرشيف الدراجات (الإنجليزية)
- نيكولا روسو على موقع إحصائيات الدراجات الإحترافية (الإنجليزية)
- نيكولا روسو على موقع نسبة الدراجات (الإنجليزية)
- نيكولا روسو على موقع CycleBase (الإنجليزية)
- نيكولا روسو على موقع أوليمبيديا (الإنجليزية)
- نيكولا روسو على موقع اللجنة الأولمبية الفرنسية (مؤرشف) (الفرنسية)